# 室蘭市中央町商店街
室蘭市中央町商店街は、北海道室蘭市にある商店街。

## エリア
室蘭中央町三丁目商店街
室蘭中央町三丁目商店街振興組合を組織。
大町商店会
中央通り商店街振興組合を発展解消して組織。
室蘭浜町商店街
室蘭浜町商店街振興組合を組織。
中央町東銀座商店会
古くから続く飲食店が多く室蘭のグルメストリートと呼ばれている。

## 看板猫
室蘭浜町商店街振興組合の交流広場「ふれあいサロンよってけ浜町」（室蘭市中央町）では、2014年に傷だらけで発見された看板猫の「みるく」（雌、推定15歳前後）が親しまれていた（2021年2月22日に亡くなった）。